# Eastham
Eastham és una població dels Estats Units a l'estat de Massachusetts. Segons el cens del 2000 tenia 5.453 habitants.

## Demografia
Segons el cens del 2000, Eastham tenia 5.453 habitants, 2.396 habitatges, i 1.634 famílies. La densitat de població era de 150,5 habitants/km².
Dels 2.396 habitatges en un 21,9% hi vivien nens de menys de 18 anys, en un 55% hi vivien parelles casades, en un 9,9% dones solteres, i en un 31,8% no eren unitats familiars. En el 25,5% dels habitatges hi vivien persones soles el 12,4% de les quals corresponia a persones de 65 anys o més que vivien soles. El nombre mitjà de persones vivint en cada habitatge era de 2,24 i el nombre mitjà de persones que vivien en cada família era de 2,66.
Per edats la població es repartia de la següent manera: un 17,7% tenia menys de 18 anys, un 5% entre 18 i 24, un 23,7% entre 25 i 44, un 27,6% de 45 a 60 i un 26% 65 anys o més.
L'edat mediana era de 48 anys. Per cada 100 dones de 18 o més anys hi havia 89 homes.
La renda mediana per habitatge era de 42.618 $ i la renda mediana per família de 51.269$. Els homes tenien una renda mediana de 36.642 $ mentre que les dones 32.109$. La renda per capita de la població era de 24.642$. Entorn del 4,5% de les famílies i el 7% de la població estaven per davall del llindar de pobresa.